# Beji (Pedan)
Beji is een bestuurslaag in het regentschap Klaten van de provincie Midden-Java, Indonesië. Beji telt 2293 inwoners (volkstelling 2010).